# H. Wolff
Die Firma H. Wolff in Berlin war in ihrer Blütezeit, neben der Pariser Firma Revillon Frères, das größte Unternehmen der Pelzbranche auf dem europäischen Kontinent, gegründet von Heimann Wolff (1830–1913) im Jahr 1850. Über Victor Wolff (1858–1928), den Sohn des Firmengründers, hieß es: „Kommerzienrat Victor Wolff ist der Bahnbrecher der Berliner Pelzkonfektionsbranche und diejenige Persönlichkeit, die den Begriff des organisierten, modern geleiteten Großbetriebes erst in die Berliner Pelzkonfektion eingeführt und ihn verwirklicht hat“. Seine Werkstatt galt als „die hohe Schule aller Kürschner“.

## Gründerjahre

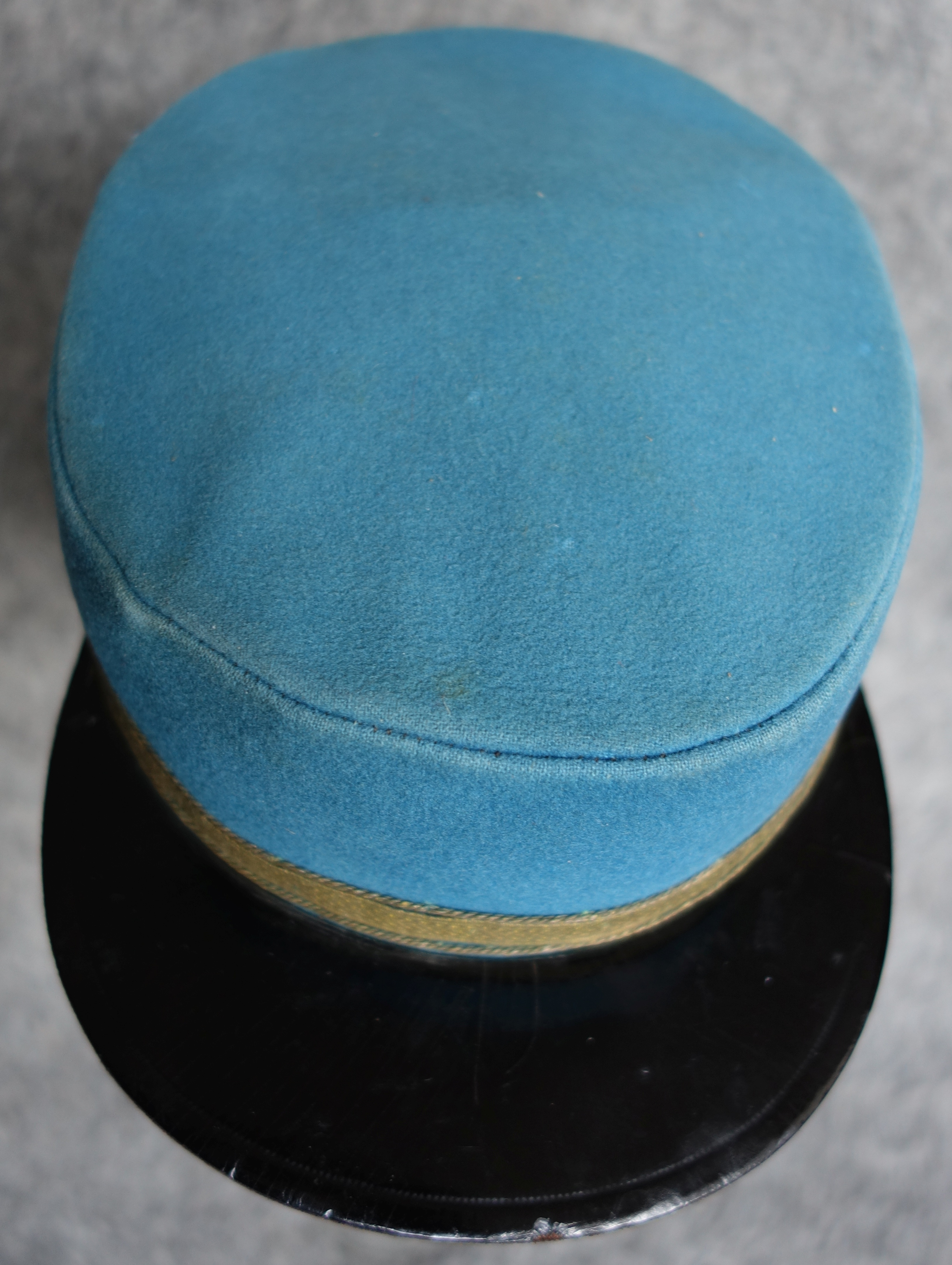
Pagenmütze mit lackiertem Schirm aus einem Berliner Kürschnergeschäft

Als die Firma H. Wolff im Jahr 1850 von Heimann Wolff in Greifenhagen (Gryfino) in Pommern ins Leben gerufen wurde, geschah dies in der Verbindung mit einer Lederlackierfabrik und einer Fabrikation von Mützenschirmen. Die meisten der Kunden Heimann Wolffs waren Kürschner, die er im Rahmen seiner Geschäftsverbindungen in Pommern, West- und Ostpreußen besuchte. Es lag nahe, dass die Kürschner auch Felle bei ihm kaufen wollten. So begann er damit, zunächst in bescheidenem Umfang, später in größerer Menge, Kaninchenfelle zu handeln. Bald verlegte er seinen allmählich größer werdenden Betrieb nach Berlin-Mitte in die Chausseestraße 67, allerdings weit draußen, vor dem Oranienburger Tor. Als Mitinhaber der Firma Bambus & Co. begründete er 1856 in Berlin zusätzlich eine Hutfabrik. Als erste Firma nahmen sie neben der Produktion von Herrenhüten auch die Fabrikation von Pelzmützen auf, außerdem wurden Muffen und Kragen aus Hasenfell hergestellt.
Am 10. Mai 1884 erstattete Heimann Wolff auf Einladung der Lohnkommission des Vereins Berliner Kürschner und Berufsgenossen den Bericht einer Kommission der Fabrikanten. Er empfahl die Annahme des für die Gesellen und Hausindustriellen ausgehandelten Lohntarifs, was auch einstimmig angenommen wurde.

## Bis zum Ersten Weltkrieg
Die Firma Bambus & Co. beschäftigte zwei Reisende, welche die Städte der Umgegend besuchten. Außer den Stoffmützen boten sie den Kürschnern ihre konfektionierten Pelzmützen für Männer an. Anfangs lehnten die Kürschner, die zum großen Teil selbst Mützenmacher waren, es ab, nicht in eigener Werkstatt produzierte Kopfbedeckungen zu verkaufen. Die Kunden in Pommern und Schleswig, wo man versuchsweise die ersten Angebote machte, waren nur schwer zu überzeugen. Letztlich siegte doch der sehr viel günstigere Preis der Serienprodukte, der einen höheren Absatz versprach und einen größeren Nutzen ermöglichte. Die Idee war letztlich so erfolgreich, dass weitere Reisende eingestellt werden konnten, und bald fanden sich Abnehmer auch im Ausland. Heimann Wolff ließ nun auch andere Pelzprodukte anfertigen. Mit der Ausbreitung der Eisenbahn besuchten seine Handelsvertreter regelmäßig immer weiter entfernte Gebiete. Das Vorbild fand Nachahmer, zudem machten sich Mitarbeiter der Firma selbständig. Im Jahr 1842 hatte bereits die Firma B. Freystadt & Co. den Versuch gemacht, ihren Abnehmern auch Pelzsachen zu liefern. Bis zu diesem Zeitpunkt gab es in Deutschland noch keine industrielle Herstellung von Pelzwaren. In wohl geringem Umfang beschäftigten sich seit 1878 auch die beiden Berliner Unternehmen A. B. Citroen und B. Brass mit der Fertigung von Pelzkonfektion (laut Emil Brass schon vor H. Wolff). Neben dem traditionellen Hauptplatz des Fellhandels, dem Leipziger Brühl, war damit in den 1870er Jahren, zusammen mit der Oberbekleidungsindustrie, in Berlin das Zentrum der deutschen Pelzkonfektion entstanden.
Im Alter von 17 Jahren trat Heimann Wolffs Sohn Victor Wolff eine Lehre im väterlichen Pelzgeschäft an. Hier erwarb er die Grundlagen seiner später bedeutenden Fachkenntnisse. Es folgten Wanderjahre mit der Tätigkeit in etlichen ähnlichen Betrieben. Nach der Rückkehr in das elterliche Geschäft gestaltete er die schon damals hochangesehene Firma „zielbewusst und energisch nach seinen Plänen“ um, wobei ihm sein Vater freie Hand ließ. In Anbetracht der gerade aufblühenden Damenkonfektion verlegte man die Geschäftsräume vom abgelegenen Teil der Chausseestraße in bedeutend erweiterte Geschäftsräume auf der Burgstraße 28–29, ebenfalls in Berlin-Mitte. Gleichzeitig löste man das ursprünglich vom Vater geführte Mützengeschäft auf, da sich das Unternehmen immer mehr zu einem Großbetrieb mit konfektionierten Pelzwaren entwickelte.
Nachdem der Victor Wolff das Unternehmen praktisch selbständig geführt hatte, eröffnete er im Jahr 1895 ein eigenes Haus in London, dem bald eine Filiale in Glasgow und eine in Manchester folgten. Diese erwiesen sich als überaus profitabel, und so ging Victor Wolff weiter nach Paris, um in der Chaussée d'Antin, dem damals feinsten Geschäftsviertel, eine Niederlassung zu errichten. Diese war wiederum derart erfolgreich, dass sie bald in erheblich umfangreichere Räume in der Rue Etienne Marcel 15, Ecke Place des Victoires, verlegt werden musste. Auch im niederländischen Amsterdam gab es inzwischen eine Zweigstelle des Unternehmens.
Im Jahr 1900 wurde in Melbourne, Australien eine Agentur mit Lager errichtet, der bald darauf die gleiche Einrichtung in Duma, Neuseeland folgte. New York City erhielt ein Filialbüro und auch Kanada bekam eine geschäftliche Organisation. In Petersburg und Moskau wurden Filialen errichtet und eigene Reisende bereisten Russland.
Zur jährlichen Leipziger Rauchwarenmesse am zweiten Samstag nach Ostern im großen Saal des Leipziger Zoologischen Gartens blieb die Hauptwand der Firma H. Wolff vorbehalten, „die einen prächtigen Aufbau hinstellte und sich den etwas kosten ließ“.
Nachdem Victor Wolff schon seit langen Jahren die Entscheidungen im Unternehmen traf, schied der Senior Heimann Wolff 1904 endgültig aus. Zu diesem Zeitpunkt entschloss sich Victor Wolff, ein neues Firmengebäude erstellen zu lassen, das den Ansprüchen als führendes Haus der Pelzkonfektion entsprechen sollte.
Während eines zehnwöchigen Berliner Kürschnerstreiks „zur Erkämpfung der Arbeitsvermittlung“ im Jahr 1905 gründeten die Arbeitswilligen von Victor Wolff eine sogenannte gelbe Organisation. In dem Streik ging es vor allem um die Klärung der Samstagsarbeitszeit, nachdem Arbeitgeber vielfach erneut zu einer Arbeitszeit von neun Stunden auch am Samstag zurückgekehrt waren. Ein Erscheinen vor dem Einigungsamt lehnten die Arbeitgeber ab. Unter der Leitung von Emil Brass gaben die Arbeitswilligen ein kleines Fachblatt heraus. Diese, vom Arbeitgeberverband unterstützte Organisation schlief wieder ein, da sie nach Angaben des Verbands der Kürschnergesellen, außer von Mitgliedern von Victor Wolff, keinen Zugang erhielt.

Pelzmodelle der Firma H. Wolff, Kollektion 1910/1911
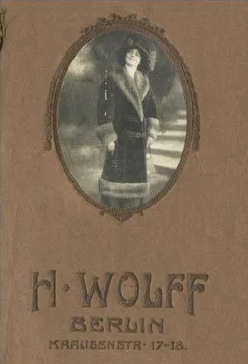
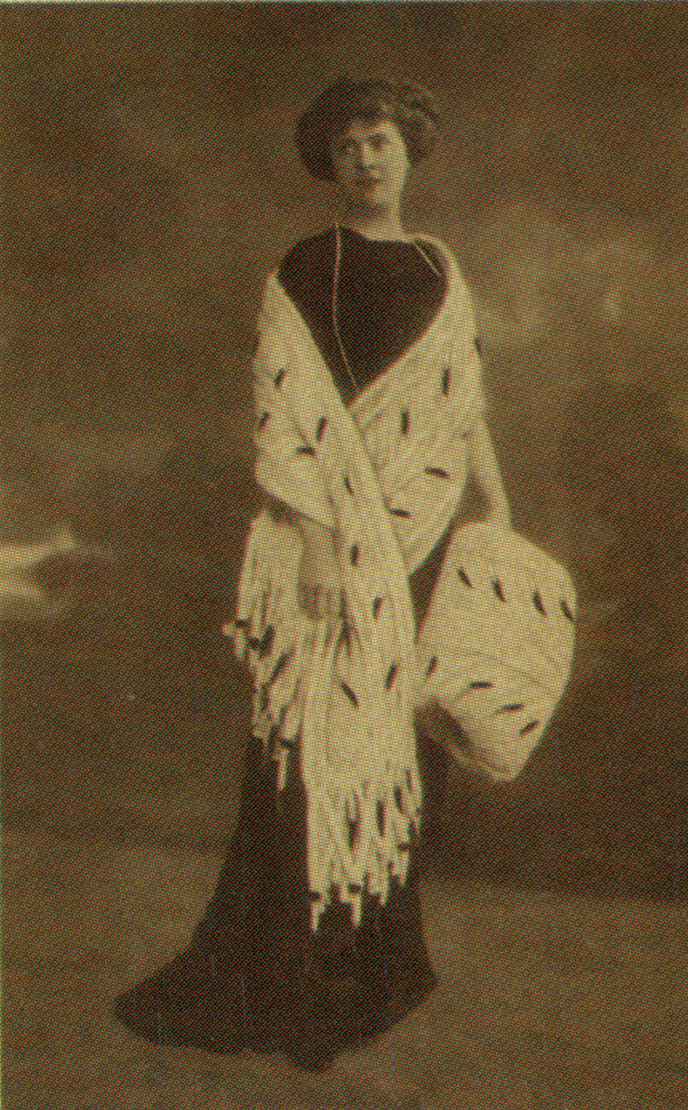
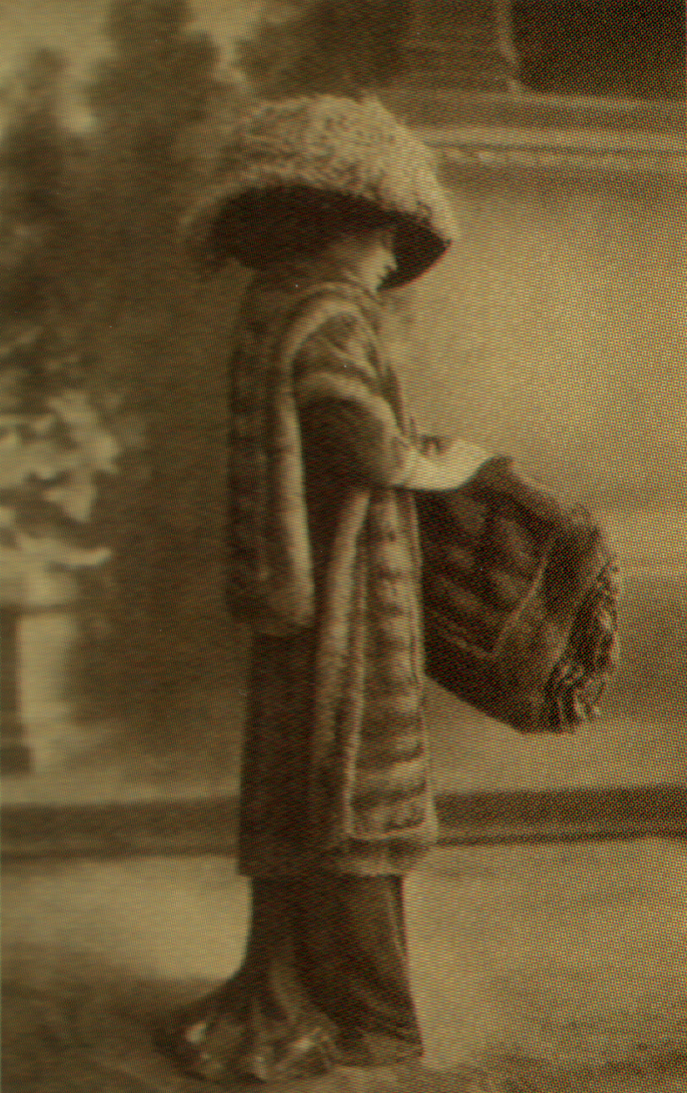
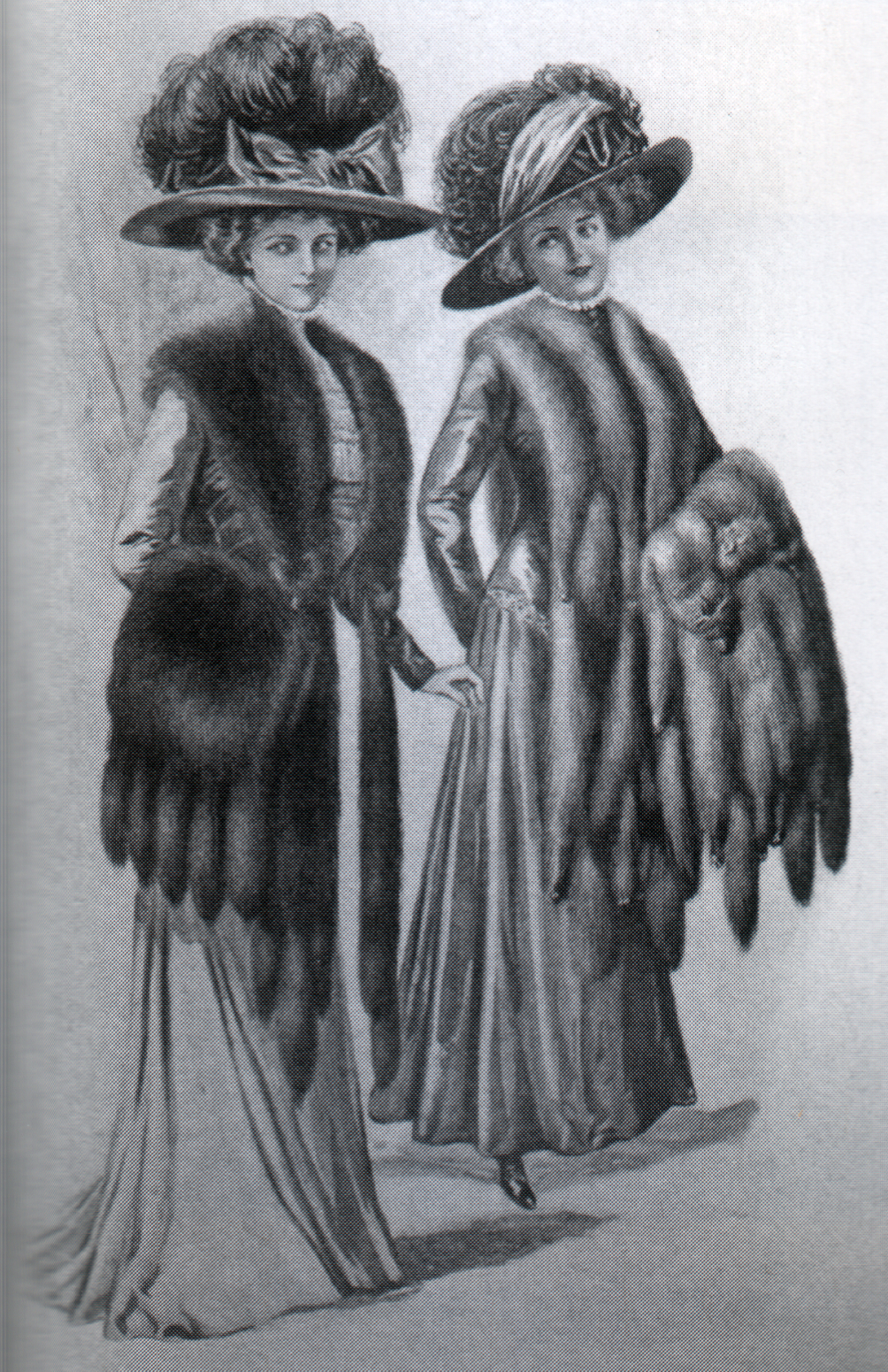

## Nach dem Ersten Weltkrieg
Seit dem Jahr 1921 unterhielt die Firma auch eine Filiale am Leipziger Brühl. Ihr erster Leiter war Hermann L. Schultze, der bereits lange Jahre in New York war und dort schon für sein jetziges Haus tätig war.
Die Urenkelin des Firmengründers besichtigte im Jahr 1991 die ehemaligen Berliner Geschäftsräume in der Krausenstraße:

„Das Gebäude entsprach noch immer der Beschreibung einer, in gestelztem Englisch geschriebenen, Broschüre meines Großvaters Victor aus den 1920er Jahren, »…die vornehmen Hallen unserer Ausstellungsräume im Erdgeschoss unseres Hauses auf der Krausenstraße 17-18… Das zweite Stockwerk dieses Gebäudes ist für KLEINE PELZE und Felllager. In diesen Räumen arbeiten Männer, die eine weltweit erworbene Ausbildung haben, in der Kunst des Selektierens, Bewertens und Sortierens aller Arten«.
Es war nicht schwierig, noch die Lebendigkeit des Unternehmens in seinen Glanzzeiten zu erspüren, als Victor hier noch regierte. Er schrieb über Pelzstolen aus Zobel, Marder, Nerz oder Skunk und kleineren Kragen aus Maulwurf, Skunk, Zobel oder maulwurfgefärbtem Hamster.
Der Fahrstuhl nach oben führt zu den Lagern mit Woll- und Seidenmaterialien und der Abteilung für DAMENMÄNTEL und Kostüme… Unser Weg führt uns weiter zur Abteilung für HERRENMÄNTEL, wo schwere Wintermäntel, warme Reise-Ulster, Regenmäntel, Ledermäntel und Jacken zum Autofahren und pelzgefütterte Mäntel für den Tag, den Abend und Sportbekleidung zu sehen sind.
Die verwendeten Pelze und Felle umfassten Waschbär, Opossum, Fliegendes Eichhörnchen, Weißfuchs, Graufuchs, Affe, Persianer, Fohlen und Murmel.
»Pelzhüte, Kappen und Lederhüte wurden in den um Innenhöfe gruppierten Räumen hergestellt«, genau dieselben Höfe die wir selbst vorfanden als wir hochoben aus dem Gebäude hinunterblickten, als wir durch die Korridore wanderten und leere Büros durchquerten, in denen sich seit den 1920er Jahren wahrscheinlich nichts verändert hatte. Und dort, unten, waren Torbögen, durch die einmal pferdegezogene Wagen und später Motorwagen herein- und auf der Rückseite in der Schützenstraße herausgekommen waren.“

Victor Wolff wurde als ein noch im Alter schöner Mann, beschrieben, „der dies auch wusste“. Das Einglas im Auge, konnte er „bezaubernd liebenswürdig“ sein. „Er plauderte mit einer Leichtigkeit, die nicht seines Gleichen hatte, wusste alles, was die Branche betraf - kannte in England und Amerika die massgebenden Persönlichkeiten und beherrschte immer die Situation. Dann kam er langsam zum geschäftlichen Teil, zeigte sich bis aufs Kleinste unterrichtet, und es gelang ihm immer, einen Sondervorteil herauszuholen. Von seiner Persönlichkeit war der Besucher fasziniert, und unter solchem Eindruck musste er die Waffen strecken“.
Über die beiden Söhne schrieb der in Auschwitz ermordete Philipp Manes, dass sie zwei völlig anders als ihr Vater geartete Menschen waren.

- Fritz Wolff (1891–1943)[1], „sehr gewissenhaft und fleißig, aber nicht befähigt an die Stelle seines Vaters zu treten“[13], war ein Freund der Künste und der Literatur, er „wollte eine Rolle als Menschenbeglücker spielen, schloss sich linksstehenden Organisationen an und widmete diesen seine Zeit und Geld“.[2]
- Herbert Wolff (1890–1974)[1], „intelligent und hochgebildet, für alle Künste schwärmend, elegant, guter Redner - aber sprunghaft und unsolide in seinem Charakter“[13], ähnelte sehr seinem Vater und kam deshalb nicht mit ihm klar. Im Geschäft kam es „zu höchst unerfreulichen Szenen, die mit völliger Trennung endeten“. 1921 heiratete er Nellie (geb. Danziger, 1898–1977)[1], die Tochter des bekannten Rechtsanwalts Norbert Danziger.[14] Herbert gründete die Firma H. Wolff jr. Im Jahr 1924 übernahm er die Leitung einer der führenden Leipziger Rauchwarenhandlungen, N. Händler & Sohn, Brühl 68. Bereits nach kurzer Zeit seiner dortigen Tätigkeit zeigten sich Fortschritte in der Verbesserung der inneren und äußeren Organisation.[15] 1929 gründete Herbert die Allgemeine Rauchwaren Handelsgesellschaft mbH. H. Wolff Junior, Krausenstraße 17–18, die unter den Nationalsozialisten 1937 „übernommen“ (Zitat Manes) wurde.[16] „Mehrere Jahre erzielte er grösste Erfolge, und man hörte auf den Namen Wolff wieder mit Achtung“.[13] Herbert führte das neue holländische Ejarrée-Kaninfell in Deutschland ein, das ihm einen großen Verdienst einbrachte. Als die holländische Firma zusammenbrach, stürzte das auch ihn, den Berliner Vertreter. Es gelang ihm anschließend, die Vertretung der bedeutenden ungarischen Lammfell-Veredlungs und Handelsfirma Pannonia zu erhalten. Es reichte jedoch nicht, Herbert Wolff zu sanieren.[13]

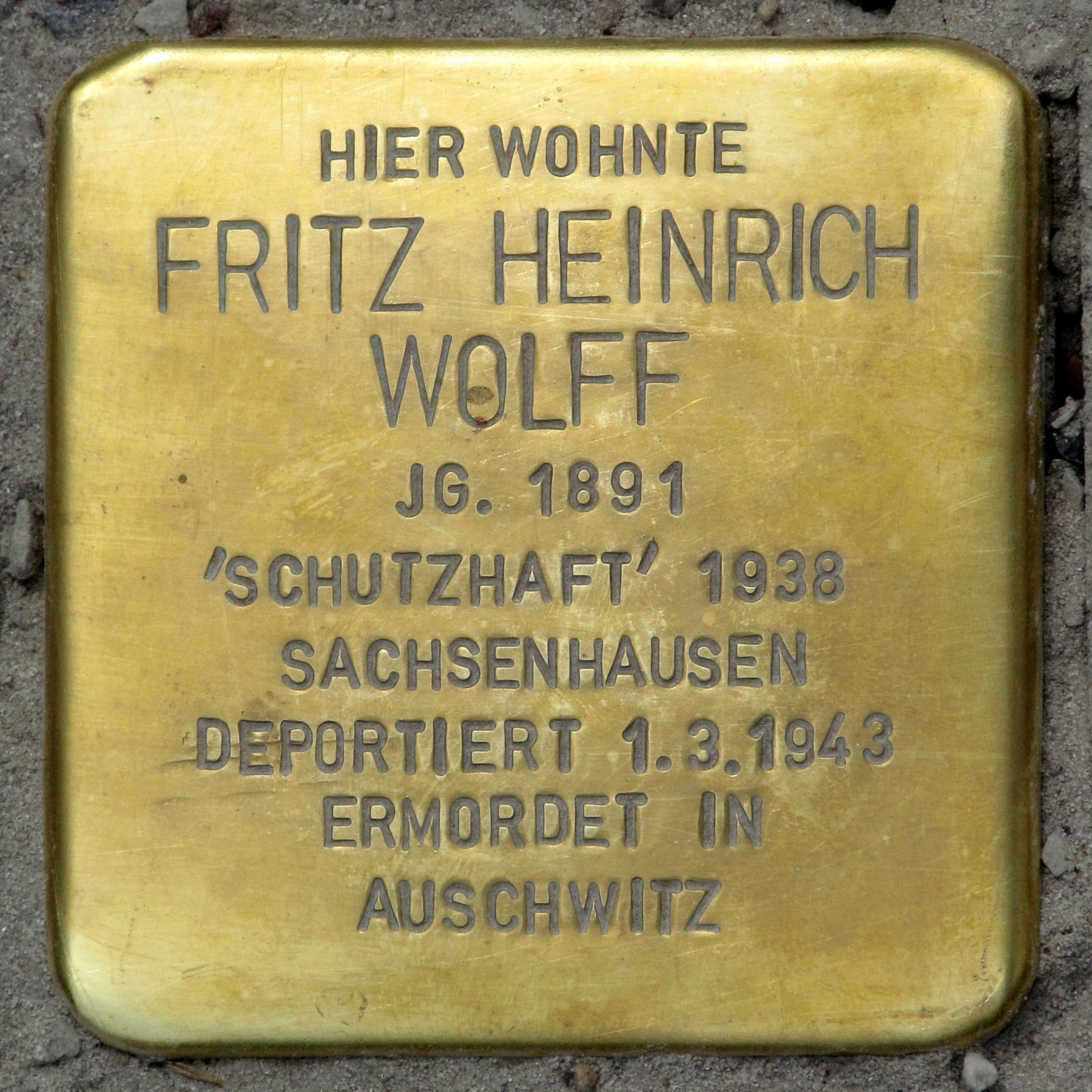
Stolperstein Fritz Heinrich Wolff, Dresdener Straße 95, Berlin-Mitte

Auch in der Familie erinnerte man sich später an Herbert Wolff, ähnlich wie Manes, als einen „Playboy, einen gut aussehenden Mann der schnelle Autos liebte, elegante Kleidung, teure Boote und hübsche Frauen. Er war charmant aber total unzuverlässig.“ Während Manes jedoch schreibt, das Zerwürfnis zwischen Herbert und seinem Vater wäre so groß gewesen, dass Victor Wolff sich weigerte, seine Enkel zu sehen, ist das 2018 in der Familie völlig gegensätzlich in Erinnerung. Dina Gold widerspricht: „Meine Mutter, ihr Bruder und ihre Schwester erinnern sich sehr gut an ihre Besuche als Kinder in der Conradstraße 1, Wannsee und dass Lucie Wolff (geb. David, Victor's Ehefrau, 1868–1932) und Nellie (Herberts Ehefrau und meine Großmutter) sich sehr gut verstanden, er hat bestimmt nie den Kontakt zu seinem Vater verloren. Auch weigerte Victor sich nicht, die Enkelkinder zu sehen“.
Beim Königlich Preußischen Kommerzienrat Victor Wolff bahnte sich ein schweres Leiden an und er beschloss, das Unternehmen aufzulösen. Innerhalb des Jahres 1926 wickelte er die Firma ab, zahlte großzügige Abfindungen an die Mitarbeiter und zog sich auf seine Besitzung in Berlin-Wannsee zurück. Er ließ niemand mehr zu sich kommen, „die Krücken, deren er sich bedienen musste, wenn er mühsam sich bewegte - die sollte man nicht sehen“. Philipp Manes schrieb weiter: „So starb dieser königliche Kaufmann sehr einsam und fast vergessen“.
Die Firma H. Wolff jr. GmbH wurde 1932 liquidiert. Nach der Machtübernahme durch die Nationalsozialisten mit Beginn der Judenverfolgung verließ Herbert Wolff im Jahr 1933 Deutschland und ging mit seiner Familie nach Palästina. Im Jahr 1936 von seiner ersten Frau geschieden, heiratete er erneut 1940. Sein Unternehmen war von H. Diamand und Robert J. Schäfer († 1922.) übernommen worden. Deren Firma bestand noch 1941.
Sein Bruder, Fritz Wolff, wurde nach einer kurzen Inhaftierung im Konzentrationslager Sachsenhausen und mehreren Verhaftungen, im März 1943 nach Auschwitz deportiert und dort ermordet.

## Personalien
Johanna Wolff (1838–1918) war die Ehefrau des Firmengründers Heimann Wolff, die Mutter von Victor Wolff.
Der ehemalige Teilhaber Wilhelm Würzburg widmete fast sein ganzes Leben der Firma H. Wolff. Als er sich in den 1890er Jahren zur Ruhe setzte, machte sich sein Sohn als Pelzhändler am Leipziger Brühl selbständig. Dessen Geschäft entwickelte sich sehr günstig, er starb jedoch bereits in jungen Jahren.
Martin Brandt bereiste als Felleinkäufer China. Er hatte dort ungewöhnlich reiche Erfahrungen sammeln können und war ein hervorragender Fellkenner. Während des Ersten Weltkrieges war er vier Jahre lang auf der Kommandantur eines Gefangenenlagers beschäftigt, er sprach perfekt englisch, französisch und russisch. Bei Ausbruch des Krieges hatte er sich verheiratet, nach Ende des Krieges übernahm er bei H. Wolff den Rohfelleinkauf. Als die Firma aufgelöst wurde, machte er sich in Leipzig selbständig. Er war dabei aber kaum erfolgreich und seine Frau verließ ihn. Martin Brandt starb 1935 an den Folgen einer Operation.
Kürschnermeister Paul Larisch fand 1914 nach seiner Flucht aus Frankreich, wo er eine führende Stellung bei Revillon Frères innegehabt hatte, Anstellung bei H. Wolff. Zuerst als Werkstattleiter, war er bald auch für die übrigen Abteilungen unentbehrlich. Er wurde der vertraute Ratgeber des Chefs und hatte bei allen wichtigen Entscheidungen großen Einfluss. Nach dem Erlöschen der Firma machte er sich, zusammen mit seinen Söhnen, mit einem Pelzdetailgeschäft selbständig.
Die Inhaber der Firma Schmalz und Weinert waren schon mit dem Gründer der Firma H. Wolff eng befreundet. Nachdem Schmalz und Weinert 45 Jahre die Leipziger Vertretung für das Haus Wolff innegehabt hatte, wurde das Unternehmen 1922 vom Sohn aufgelöst und die Firma H. Wolff eröffnete ihre eigene Leipziger Filiale. Herr Schmalz hatte sich bereits länger aus dem Geschäft zurückgezogen und Herr Weinert war gestorben. Sein Sohn, Karl Weinert, Mitinhaber der Firma Bromberg & Co. wollte sich nun ganz seinem eigenen Unternehmen widmen.
Weitere in der Branche prominente Mitarbeiter waren August Schlegel, Julius Borchard, Gustav Engeler, Heinrich Bachtler, Paul Wendt, Georg Lilga, Wilhelm Brussberg, Carl Drews, Erich Jung, Julius Simonson (Simonson war 24 Jahre in der Firma tätig und finanzierte später als Teilhaber die Gründung des Pelzwarenkonfektionsgeschäfts Blumenthal & Simonson am Hausvogteiplatz. Er schied dort jedoch wieder aus und ging nach Hamburg zu M. Bromberg & Co.), sowie Frida Krebs, Franziska Lenkord, Olga Meinberg und Mathilde Johannes, Frau Unger („jahrzehntelang“ zuständig für modische Fragen).

## Das Wolff-Haus

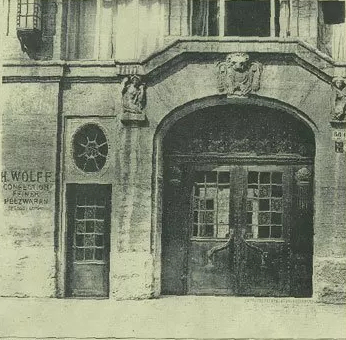
Der Eingang Schützenstraße im Jahr 1910

Nach Abriss von sieben Wohnhäusern und Zusammenlegung der Parzellen erfolgte zwischen 1909 und 1914 die konzentrierte Überbauung mit Großhandels- und Bürogebäuden.
Von dem Architekten Friedrich Kristeller ausgeführt, entstand in den Jahren 1907 bis 1909 nach den Vorstellungen von Victor Wolff der Prachtbau für das Unternehmen H. Wolff auf dem Grundstück Krausenstraße 17/18, mit zwei großen Innenhöfen, bis Schützenstraße 65/66. Das Ensemble umfasste insgesamt eine geschlossene Gruppe von drei Bauten, nach dem Abriss von sieben Wohnhäusern und Zusammenlegung der Parzellen, insgesamt zwischen den Jahren 1909 und 1914. Die Firma der jüdischstämmigen Inhaber befand sich in einem Viertel, in dem viele weitere jüdische Geschäfte und Unternehmen angesiedelt waren. Bauausführend war die Firma war Joseph Fränkel.
Das Landesdenkmalamt Berlin beschreibt die beiden Wolff-Häuser:

„Die an beiden Straßen beinahe gleich gestalteten Fassaden bringen den typischen Organismus eines sehr variabel nutzbaren Geschäftshauses zum Ausdruck. Im Erdgeschoss waren ursprünglich Läden untergebracht, in den Hauptgeschossen darüber liegen die großzügigeren Geschäftsräume. Die Dekoration der Straßenfronten tritt etwas hinter den wirkungsvollen Rhythmus der Pfeiler zurück. Die Aufteilung der Fassade in drei unter anderem durch Gurtgesims und Bogenreihung gekennzeichnete horizontale Bereiche mildert die starke Vertikalität wohltuend. Das Innere ist durch den Umbau in den Jahren 1937-38 sehr verändert. Eine Ausnahme bilden nur die Treppenhäuser mit einer sehr eleganten Haupttreppe.“

Der hintere Zugang auf der Schützenstraße ist ebenso repräsentativ gestaltet wie der Vordereingang. Obwohl modernisiert, sind noch große Teile der steinernen Originalfassade erhalten. Das sechsstöckige Gebäude ist inzwischen als Baudenkmal eingetragen. Die Haupteingangshalle hatte eine bronzene Eingangstür, der Boden war aus Marmor und an den Wänden befanden sich Spiegel. Die Decke bestand aus geschnitztem Holz. Die Baukosten betrugen 1,2 Millionen Mark.
Philipp Manes erinnerte sich an seine Besuche als Rauchwarenkaufmann in den Räumen der Firma H. Wolff:

„Dort sind nun seit 1908 die Einkaufsbüros, das große und so kostbare Fell-Lager, das Musterzimmer untergebracht. Die eigentlichen Verkaufsräume, das Inlandslager, die Berliner und die Auslandsabteilung, Expeditionen und Fensterräume schließen sich an, und nun folgen in lichtdurchfluteten Räumen die Werkstätten für Pelz- und für die Stoffmäntel. Hieran schließen sich die Schweifdreherei, die Läuterräume, die Konservierungsabteilung und die kaufmännischem und technischem Personal dienenden Garderobenräume.“

Es war von vornherein geplant, die Hälfte des Gebäudes an andere Firmen zu vermieten. In dem Wolff'schen Gebäudekomplex waren zahlreiche Unternehmen der Stoffkonfektion vertreten. Die Inhaber der Firma Cohen & Kempe, die „ein gutes Stück Ware sehr billig und in großen Mengen verkauften“, verbrachten von 1925 bis 1930 dort ihre „Glanzzeit“. Auch Arnold Zeilinger, Pelz-Modelle, warb für seine „Pelz-Mäntel und -Jacken auch in mittleren Preislagen“ im Jahr 1926 mit „Schützenstr. 65/66 (im H. Wolff'schen Hause)“. Weitere angesehene Mieter waren die Modewarenfirma Hermanns & Froitzheim, Kostüm- und Konfektionsstoffe Dick & Goldschmidt, Modehaus Ahders & Basch, die Damenmantelfabrik Kraft & Lewin, das Verkaufsbüro der Krefelder Seidenbandweberei Krahnen & Gobbers, die Textilfirma Heymann, Welter & Co. und die Versicherungsgesellschaft Bleichröder & Co.
Unter den Nationalsozialisten, im Jahr 1936, verlangte der Hypothekengeber, die Berliner Victoria-Versicherung, plötzlich und unerwartet die sofortige Rückzahlung der gesamten Kreditsumme. Der Familie Wolff blieb keine andere Wahl, als der geforderten Zwangsversteigerung zuzustimmen. Am 26. Mai 1937 unterzeichneten ihre Anwälte eine Vereinbarung, mit der das Eigentum an dem Gebäude für 1,8 Millionen Mark auf die Reichsbahn überging, nicht an die Victoria selbst. Nach Abzug aller Kosten blieben dem damaligen Eigentümer Fritz Wolff, Victors Sohn, 1629 Mark.
Als nach dem Krieg, im Januar 1949, die Deutsche Reichsbahn ihr Eigentum an dem Bauwerk geltend machen wollte, es befand sich nun auf dem Gebiet der Sowjetischen Besatzungszone, wurde sie abschlägig beschieden: Die frühere Reichsbahn habe das Gebäude nicht in einer, wie sie behauptete, „vollständig rechtmäßigen Transaktion erworben“, sondern durch eine Zwangsversteigerung in der Nazizeit.
Der Architekt Ferdinand Kalweit hatte begutachtet, dass etwa die Hälfte des Hausdaches im Krieg zerstört worden war. Dies war vermutlich die Folge eines direkten Bombeneinschlags im Nachbarhaus Krausenstraße 15/16, von dem nur ein Trümmerhaufen übrig geblieben war. Nach der Gründung der DDR fiel das Gebäude in die Zuständigkeit der sogenannten Deutschen Treuhandstelle zur Verwaltung des polnischen und jüdischen Vermögens im Sowjetischen Besatzungssektor.

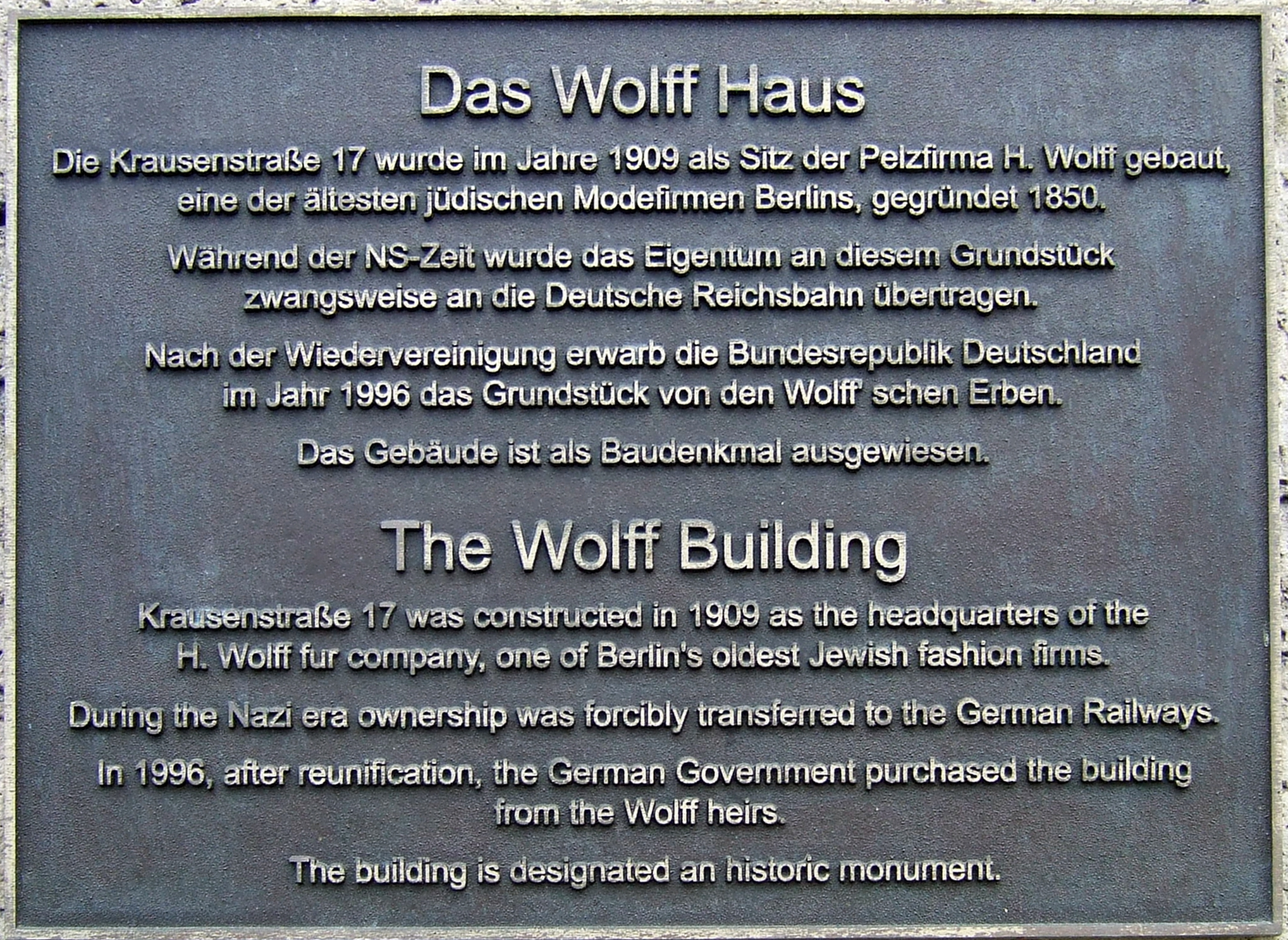
Die Gedenktafel

Im Oktober 1990, nach der Deutschen Wiedervereinigung, machten die Erben, kurz vor Ablauf der Frist, ihren Anspruch auf das Haus formal beim Amt zur Regelung offener Vermögensfragen (AROV) geltend. Im Dezember 1995 erhielt die Familie das Gebäude zurück; sie verkaufte es gleichzeitig für 20 Millionen Mark der Bundesrepublik Deutschland. Es wird heute von der Bundesanstalt für Immobilienaufgaben verwaltet und ist einer der Dienstsitze des Umweltministeriums. Auch hat das heutige Ministerium für Verkehr und Digitale Infrastruktur, das 1990 seinen Hauptsitz in der Krausenstraße 17–18 hatte, dort noch einige Büros.
Dina Gold, Urenkelin von Victor Wolff, Enkelin von Herbert Wolff, Tochter von Aviva Gold (geb. Annemarie Wolff, 1922–2015), veröffentlichte im Jahr 2015 die erste, 2016 die ergänzte Auflage des Buches Stolen Legacy, in dem sie die nicht ganz komplikationslose Rückerlangung des Familieneigentums – eine der größten Grundstücksrückforderungen die jemals an die Bundesrepublik Deutschlands gestellt wurden – und ihre Recherchen dazu schildert und die in die Enteignung verwickelten Institutionen und Personen benennt. Im November 2020 erschien das Werk sogar auf Chinesisch.
Seit Juli 2016 befindet sich eine Tafel am Eingang Krausenstraße 17, in Englisch und in Deutsch:

„Das Wolff Haus
Die Krausenstraße 17 wurde im Jahre 1909 als Sitz der Pelzfirma H. Wolff gebaut, eine der ältesten jüdischen Modefirmen Berlins, gegründet 1850.
Während der NS-Zeit wurde das Eigentum an diesem Grundstück zwangsweise an die Deutsche Reichsbahn übertragen. Nach der Wiedervereinigung erwarb die Bundesrepublik Deutschland im Jahr 1996 das Grundstück von den Wolff'schen Erben.
Das Gebäude ist als Baudenkmal ausgewiesen.“

Das Wolff-Haus im Jahr 2018
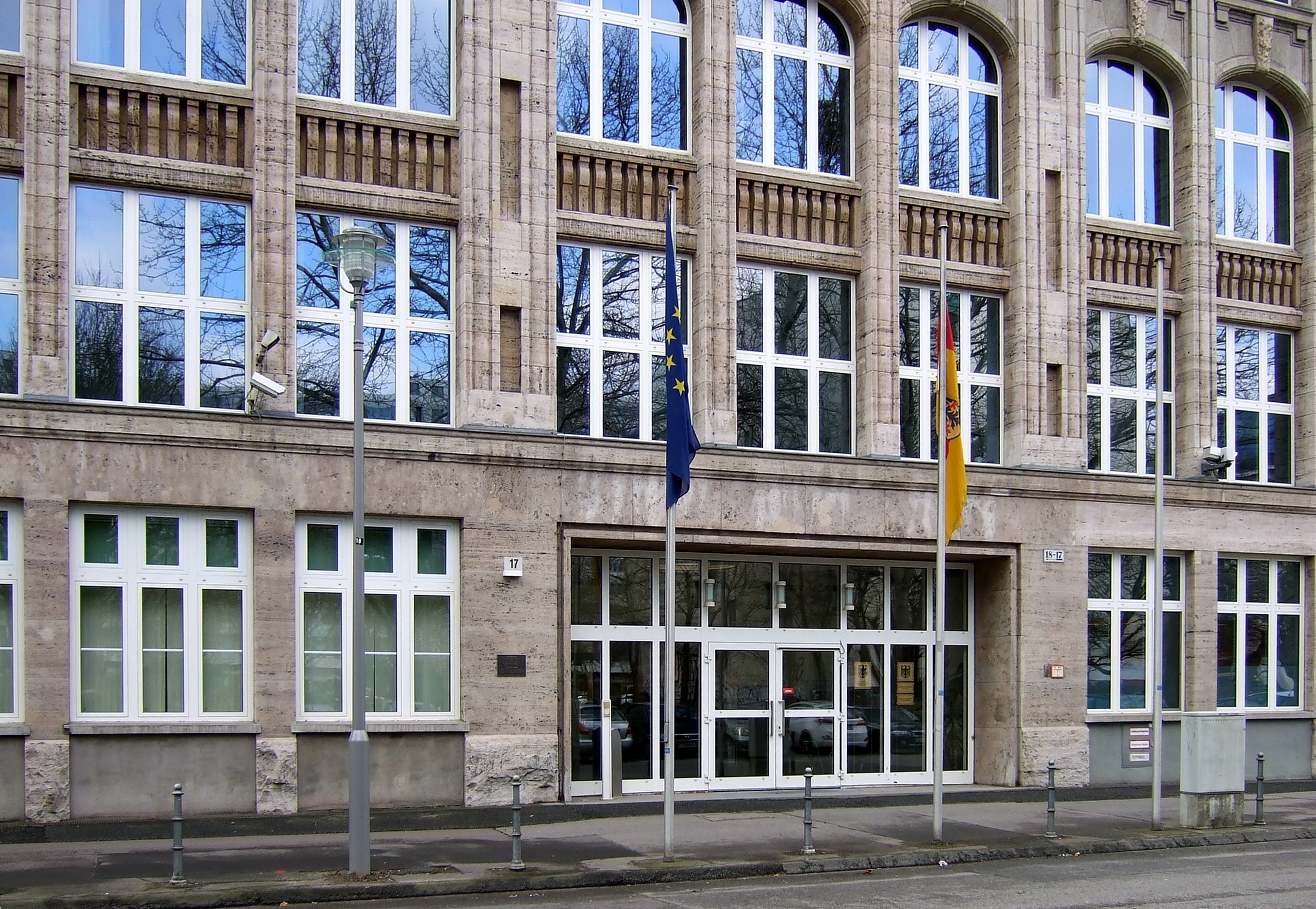
Krausenstraße 17
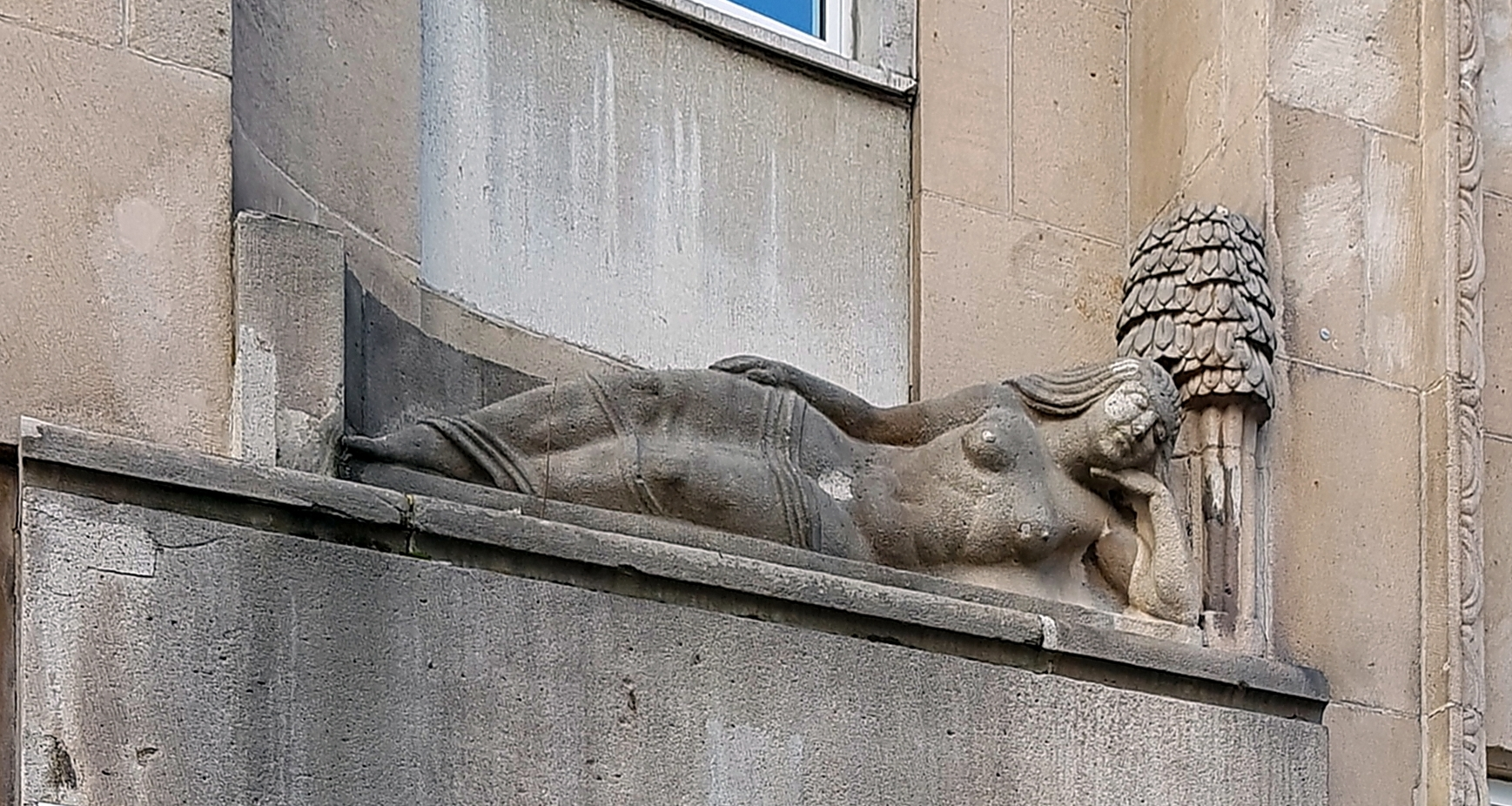
Markgrafenstraße
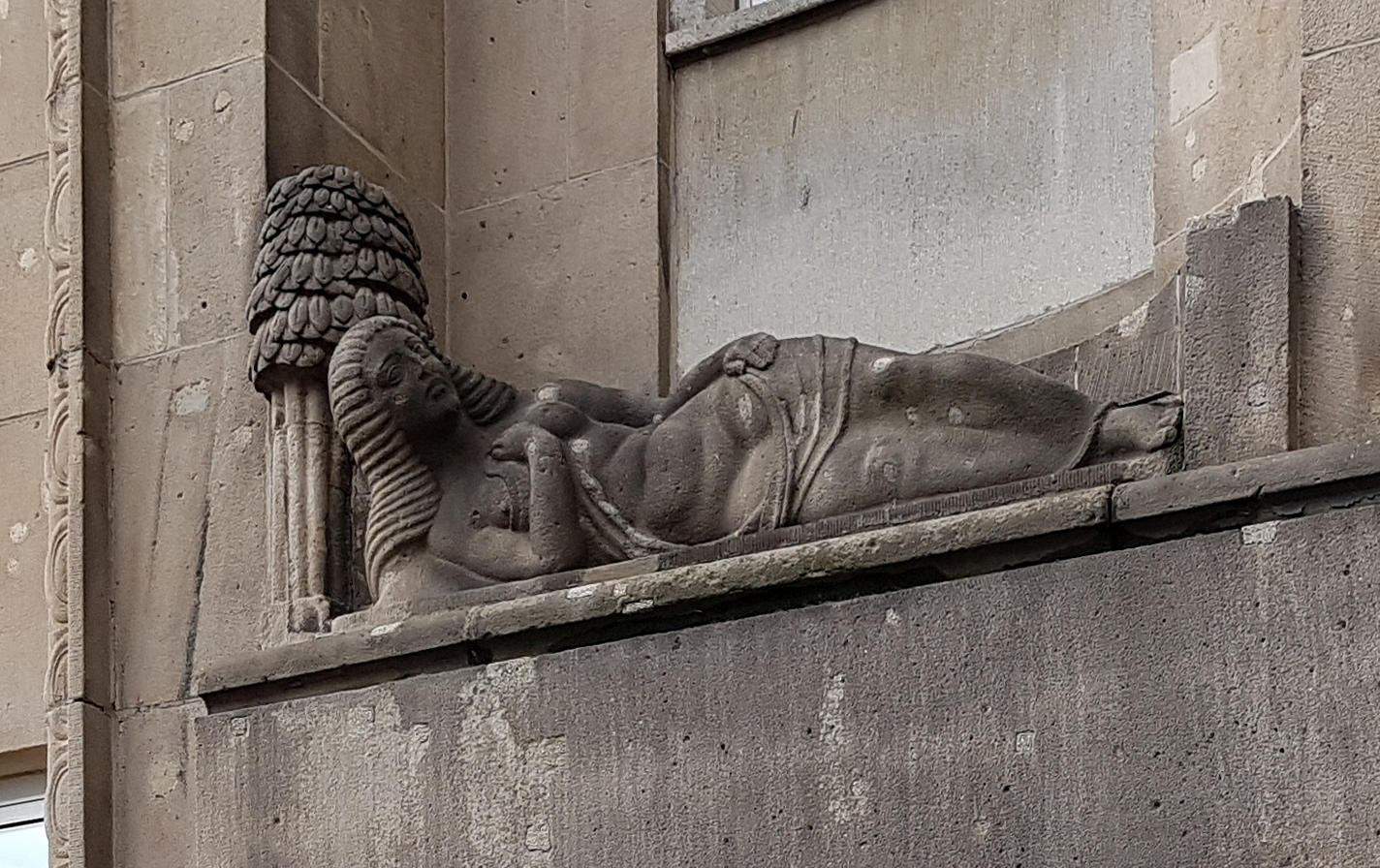
Markgrafenstraße
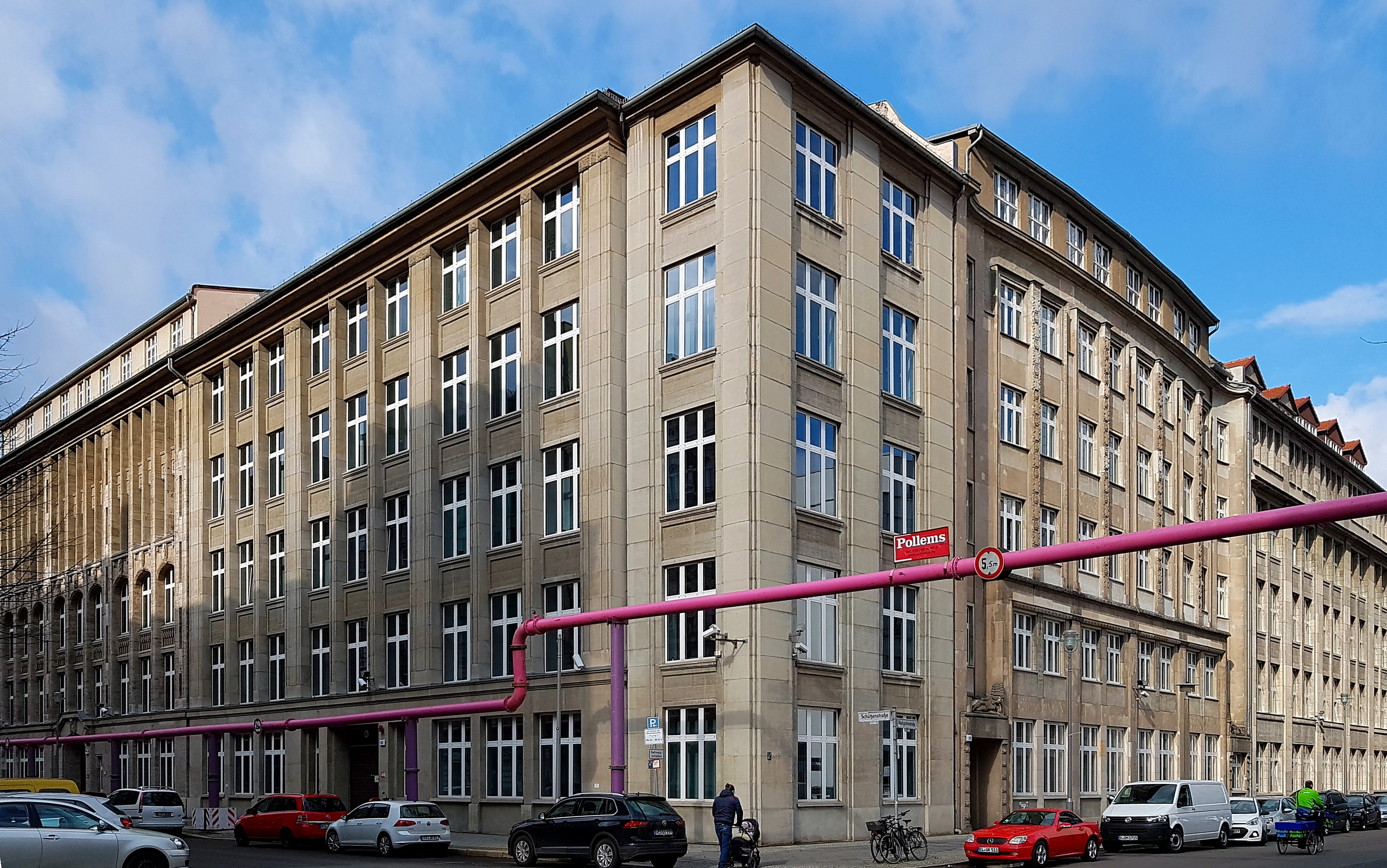
Schützenstraße Ecke Markgrafenstraße